# Martin Mannig
Martin Mannig (* 1974 in Freiberg) ist ein zeitgenössischer deutscher Maler.

## Leben
Der ehemalige Graffiti-Künstler studierte von 1999 bis 2004 an der Hochschule für Bildende Künste Dresden, zuletzt als Meisterschüler von Ralf Kerbach. 2004 wurde ihm der Caspar-David-Friedrich-Preis verliehen. Mannig lebt und arbeitet in Dresden.

## Werk
Mannings Bilder sind bevölkert mit suspekt- rätselhaften Gestalten. Es sind Migranten aus der Welt der Comics, der Märchen, der Volkskunst, des Trickfilms, der Videospiele, der Werbung, des Kitsches, der Fantasy- und Horrorfilme, aus der Welt des Kunstgewerbes und der Souvenirläden: Gartenzwerge, Wichtelmännchen, japanische Anime-Figuren, Hexen, Kätzchen, Plüschtiere, Totenköpfe, Nussknacker, Pilzköpfe und viele andere Gestalten und Dinge mehr, die Mannig aus ihren heimatlichen Gefilden herauslöst und für seine Zwecke manipuliert.
Medial vermittelte und allseits bekannte Bilder von Trickfilm- und Märchengestalten werden durch Mannigs Interpretation zu mitunter ekelerregenden, grausamen oder perversen Horrorgestalten. Seine Figuren zeichnen sich durch Ambivalenz aus. Den braven Kindern setzt er einen Totenkopf auf. Der vormals geschlechtslose Teddybär ist freudig erregt. Das Pin-Up-Girl wird durch eine abstoßende Fratze entstellt und mittels eines Heiligenscheins vollends aus dem Gleichgewicht gebracht.

## Ausstellungen (Auswahl)

### Einzelausstellungen
- 2019: Double Bottom Varieté: Audition, Galerie Gebr. Lehmann, Dresden
- 2018: Double Bottom Varieté, GAA Gallery, Provincetown, MA, USA
- 2017: Folkfuturism, Städtische Galerie Dresden
- 2017: Folkfuturism, Aishonanzuka, Hong Kong
- 2015: Between the Worlds, GAA Gallery, Wellfleet, USA
- 2014: Looking-glass world, Galerie Gebr. Lehmann, Dresden
- 2014: time to return, Caspar-David-Friedrich-Galerie, Greifswald
- 2013: Broken Romance, Galerie Gebr. Lehmann, Berlin
- 2013: This is not this Striezelmarkt, Kunstverein Gera
- 2009: Memory, Neue Galerie, Dresden
- 2008: Mitternachtsbilder, Nanzuka Underground, Tokyo
- 2007: Perlicke, Perlacke, Galerie Gebr. Lehmann, Dresden
- 2006: Herr Dark, Frau Vader und Gäste, Galerie Gebr. Lehmann, Dresden
- 2005: Funny Games, ALP gallery Peter Bergman, Stockholm

### Gruppenausstellungen
- 2024/2025: Lumpengesindel & Schattenzwerge. Martin Mennig und Henrik Schrat, Schloss Klippenstein, Radeberg
- 2019: POINT OF NO RETURN, MdbK. Museum der bildenden Künste, Leipzig
- 2019: MSD_Make something different, CAC – Contemporary Art Centre, Málaga
- 2018: Textiles. Eine Satelliten-Ausstellung in Kooperation mit dem Kunstgewerbemuseum Dresden, Galerie Gebr. Lehmann, Dresden
- 2018: Dynameis, The Grass is Greener, Leipzig
- 2018: AGAINST FORGETTING II, GAA Gallery, Wellfleet, USA
- 2017: Freimütig, Galerie Gebr. Lehmann, Dresden
- 2016: MAG Home, Red Base Foundation, Yogyakarta, Indonesia
- 2016: WIN/WIN. Förderankäufe der Kulturstiftung des Freistaates Sachsen, HALLE 14, Baumwollspinnerei, Leipzig
- 2016: Takashi Murakami’s Superflat Collection ―From Shōhaku and Rosanjin to Anselm Kiefer―, Yokohama Art Museum, Yokohama
- 2015: Künstler aus West & Ost, Stiftung Kleine, Düsseldorf
- 2015: My Other Car Is A Painting, Galerie Gebr. Lehmann, Dresden
- 2014: Architekt – Busdriver – Zwei Brücken, Kunsthalle im Lipsiusbau, Staatliche Kunstsammlungen Dresden
- 2014: Sandmann, lieber Sandmann …, Pommersches Landesmuseum, Greifswald
- 2013: Otto Dix, Eberhard Havekost, Martin Mannig, Galerie Gebr. Lehmann, Dresden
- 2011: Salon der Gegenwart, Elbhof, Hamburg
- 2011: Saxonia Paper. Zeichnungen in Sachsen, Kunsthalle der Sparkasse Leipzig
- 2010: Das neue Albertinum. Kunst von der Romantik bis zur Gegenwart, Staatliche Kunstsammlungen Dresden Albertinum (Dresden)
- 2010: The darkest corners of the whitest cube, Kunsthaus Dresden
- 2009: Defiance & Melancholy, Helsinki City Art Museum, Helsinki
- 2008: B-Seite, Galerie Gebr. Lehmann, Berlin
- 2008: Frühjahrssalon, Ateliergemeinschaft Geh8, Dresden
- 2008: Melting Painting, Contemporanea, Milan
- 2007: Six feet under. Autopsie unseres Umgangs mit Toten, Deutsches Hygiene-Museum
- 2007: Pictures of you, ALP Galleri, Stockholm
- 2006: Schöne Neue Welt, Sammlung der Galerie Neue Meister, Staatliche Kunstsammlungen Dresden zu Gast in der Gläsernen Manufaktur Dresden
- 2005: Prague Biennale 2, Prague
- 2004: Coming From The Twilight Zone, Pommersches Landesmuseum, Greifswald
- 2002: Training, Ausstellung Senatssaal, HfBK Dresden
- 2002: Frühlingssalon, HfBK Dresden